# Episodi di Ocean Girl (prima stagione)
La prima stagione della serie televisiva Ocean Girl è stata trasmessa in anteprima in Australia da Network Ten tra il 29 agosto 1994 e il 21 novembre 1994.
| nº | Titolo originale    | Titolo italiano | Prima TV Australia | Prima TV Italia |
| -- | ------------------- | --------------- | ------------------ | --------------- |
| 1  | The Girl in the Sea |                 | 29 agosto 1994     |                 |
| 2  | Set Adrift          |                 | 5 settembre 1994   |                 |
| 3  | Wall of Death       |                 | 12 settembre 1994  |                 |
| 4  | The Earthquake      |                 | 19 settembre 1994  |                 |
| 5  | Human Tears         |                 | 26 settembre 1994  |                 |
| 6  | Property Developers |                 | 3 ottobre 1994     |                 |
| 7  | Toxic Waste         |                 | 10 ottobre 1994    |                 |
| 8  | Day Pass            |                 | 17 ottobre 1994    |                 |
| 9  | Romance             |                 | 24 ottobre 1994    |                 |
| 10 | Major Breakthrough  |                 | 31 ottobre 1994    |                 |
| 11 | Industrial Spy      |                 | 7 novembre 1994    |                 |
| 12 | Neri's Secret       |                 | 14 novembre 1994   |                 |
| 13 | Tough Decision      |                 | 21 novembre 1994   |                 |